# 16 deseos
16 deseos (16 Wishes en inglés) es una película juvenil estadounidense-Canadiense para televisión protagonizada por Debby Ryan y Jean-Luc Bilodeau. Se estrenó el 25 de junio de 2010 en Disney Channel en Estados Unidos. Durante su estreno la película fue vista por 14.6 millones de espectadores.
Fue la segunda película estrenada en Disney Channel en 2010 que no fue promocionada como una película original de Disney Channel después de Harriet The Spy: Blog Wars y es una coproducción entre Disney Channel, Family Channel y la compañía productora canadiense MarVista Entertainment. Sin embargo, es considerada como una película original de Disney Channel. 
Su estreno en España fue el 2 de octubre de 2010 y en Latinoamérica fue el 17 de octubre del mismo año.

## Historia
Abby Jensen (Debby Ryan) ha planificado sus dulces 16 años desde que era pequeña con una lista de los deseos secretos que ella quiere que se cumplan. Cuando el gran día finalmente llega, ella añade con entusiasmo su deseo 16 y último, a la lista de deseos secretos que ha estado haciendo. Entonces comienza el primero de muchos acontecimientos inusuales, incluyendo la visita de una mujer peculiar, Celeste (Anna Mae Routledge). Ella primero aparece como una exterminadora, cuando la casa de los Jensen es invadida por avispas que se han ido acumulando en un nido durante 16 años. La familia Jensen ahora no puede volver a su casa hasta que las abejas sean exterminadas. El mejor amigo de Abby, Jay Kepler (Jean-Luc Bilodeau), aparece y le ofrece a Abby una chaqueta para llevar arriba de su pijama, ya que ella no puede volver a su casa a cambiarse. Cuando Abby toca el bolsillo de la chaqueta de Jay, se encuentra con un regalo de cumpleaños para ella. Es un collar con la mitad de un corazón que dice "mejores amigos". Jay tiene la otra mitad que utiliza en su llavero, que dice "para siempre". Cuando Jay y Abby esperan en la parada de autobús, un camión de reparto se detiene, y Celeste sale, vestida de mujer de correo y le da un paquete a Abby. Cuando Abby lo abre, descubre 16 velas y una caja de fósforos. Su cumpleaños recibe un giro inesperado cuando Joey Lockhart (Joel Semande) se le aparece , le da un beso, y la felicita por su cumpleaños, Abby se da cuenta de que las velas corresponden a los 16 deseos de su lista y que, encendiéndolas, los deseos se hacen realidad. De ahí consigue el Ford Mustang rojo que siempre soñó; le gana a su rival de toda la vida, Krista Cook (Karissa Tynes), en todo; viste ropa de moda; se vuelve popular; obtiene su licencia de conducir.
Pero las cosas empeoran cuando ella pide su deseo número 9, que es que no la traten como niña. Su deseo es malinterpretado y ella se convierte en una mujer de 22 años. A causa de esto, se pierde la fiesta de sus dulces 16, no tiene ningún amigo, y se ve obligada a vivir sola en un departamento y dejar de ir al instituto. Abby tiene que correr contra el reloj y hacer que todo regrese a la normalidad antes de la medianoche porque sino ella quedará atrapada en esa nueva vida para siempre. Abby va a la fiesta de Krista y convence a Jay, quien está enamorado de ella, que son mejores amigos mostrándole el regalo de cumpleaños que le dio, que hace que recuerde todo sobre ella. Sin embargo, Jay no puede ayudarla. Posteriormente, Abby encuentra una salida a todo eso, a través de las "reglas", ya que como su último deseo fue una foto de su amor Logan Buchanan, pegado con chicle, las reglas no impiden que ese deseo no se pueda cambiar, por eso ella despega la imagen de Logan y pega la imagen de una fotografía de ella tomada esa misma mañana y desea poder volver a la forma en que fue antes. Su vida regresa a la normalidad. Ella y Krista se convierten en amigas después de que Krista le dice a Abby el origen de su odio, y Abby le pide perdón. Luego las dos dejan de competir y trabajan juntas para hacer de Jay, el presidente del consejo de estudiantes, y deciden hacer la fiesta de sus dulces 16 años juntas. En medio de la fiesta, Krista y Logan se reúnen y hablan, mientras Abby y Jay se besan antes de bailar juntos. Abby le dice que tiene todo lo que desearía, y Celeste desaparece sonriendo.

## Los deseos
Cuando tenga 16...
1. Conoceré a Joey Lockhart.
2. Tendré la ropa más linda de la escuela.
3. Decoraré mi habitación como yo quiera.
4. Me gustará el sushi.
5. Tendré una tarjeta de crédito como mamá.
6. Seré una buena bailarina.
7. Obtendré mi licencia de conducir.
8. Tendré mi propio vehículo, preferiblemente rojo.
9. Las personas dejarán de tratarme como una niña.
10. ¡Seré POPULAR!
11. Tendré mi propio baño.
12. ¡Venceré a Krista Cook en algo, cualquier cosa!
13. Regresaré a casa tan tarde como quiera.
14. Mis padres me entenderán.
15. ¡Tendré la mejor fiesta de todas!
16. Un retrato de Logan Buchanan.

## Reparto
| Actor              | Personaje             |
| ------------------ | --------------------- |
| Debby Ryan         | Abigail "Abby" Jensen |
| Jean-Luc Bilodeau  | Jay Kepler            |
| Anna Mae Routledge | Celeste               |
| Karissa Tynes      | Krista Cook           |
| Keenan Tracey      | Logan Buchanan        |
| Joel Semande       | Joey Lockhart         |
| Cainan Wiebe       | Mike Jensen           |
| Patrick Gilmore    | Bob Jensen            |
| Kendall Cross      | Sue Jensen            |
| Jesse Reid         | Theodore Hope         |
| Brenda Crichlow    | Srta. Duffy           |
| Gary Jones         | Director Smith        |
| Patricia Isaac     | Vendedora altanera    |

### Doblaje al español
| Personaje             | Actor de doblaje Latinoamérica |
| --------------------- | ------------------------------ |
| Abigail "Abby" Jensen | Cynthia de Pando               |
| Jay Kepler            | Arturo Castañeda               |
| Celeste               | Rosalba Sotelo                 |
| Krista Cook           | Leyla Rangel                   |
| Sue Jensen            | Simone Brook                   |
| Bob Jensen            | Andrés García                  |
| Logan                 | Arturo Cataño                  |
| Mike Jean Jensen      | Emilio Prado                   |
| Sr. Smith             | Esteban Desco                  |
| Harold                | Daniel Abundis                 |
| Vendedora             | Mireya Mendoza                 |

"Voces Adicionales"
- Graciela Gamez
- Mariana Ortiz
- Fernanda Rendiz
- Genaro Contreras
- Miguel Ángel Ruiz
- Lourdes Arruti
- Susana Moreno
- Alan Prieto
- Kristoffer Romo
- Valentina Souza
- Omar Soto

### Créditos Técnicos
| Equipo                           | Nombre                                     |
| -------------------------------- | ------------------------------------------ |
| Estudio de Doblaje               | Diseño en Audio S.A. de C.V.               |
| Director de Doblaje              | Luis Daniel Ramírez                        |
| Traductor/Adaptador              | Mary Carmen López                          |
| Director Creativo                | Raúl Aldana                                |
| Doblaje al español producido por | Disney Character Voices International Inc. |